# ウォーシップ・ウィーク

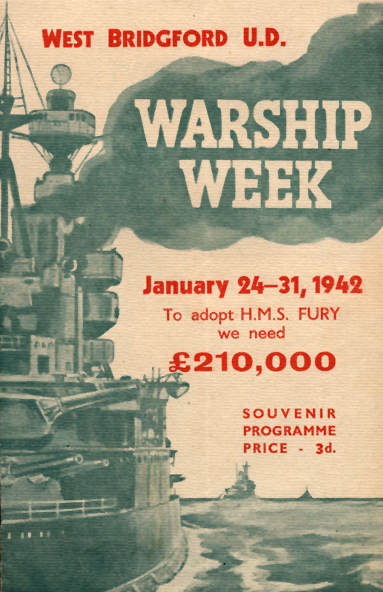
HMSフューリーの採用を目指したウォーシップ・ウィーク

ウォーシップ・ウィーク（英語：Warship Week）は、第二次世界大戦中のイギリス国民貯蓄運動であり、イギリス海軍の軍艦を地方団体・市民団体が採用することを目的としていた。
戦争の初期、イギリス海軍は多くの主力艦を失っただけでなく、大西洋の護送船団に護衛を提供するという気運の高まりに直面しており、船員は不足していなかったが撃沈された艦は代替が必要であった。
そのほかには、爆撃機、戦闘機、戦車などを採用するための運動があった。

## 運動

### 地元の資金調達
特定の海軍艦艇を建造するための資金を調達するために、ある程度の貯蓄額が設定される。大きな都市は戦艦や空母を採用する資金の調達を目的としたが、町や村は巡洋艦や駆逐艦に焦点を当てていた。小さな町や村は低い金額を目標に設定し、その額が船のために貯蓄されると、団体は船とその乗組員を採用した。地元の慈善団体、教会、学校は、採用された船の乗組員に手袋、羊毛の靴下、目出し帽を提供した。子供たちはしばしば手紙を書いたり、乗組員にカードを送った。可能であれば、採用された船の将校が地元の団体を訪問した。
採用された軍艦の数は、戦艦、巡洋艦、駆逐艦、トロール船を含めて1,200隻を超えた。 

### 国民貯蓄
1941年から1942年の間に、国民貯蓄の概念は英国政府によって導入された。国の各地域には、達成するための貯蓄目標が提供された。これは地域の人口に基づいており、一般的な貯蓄レベル毎に軍艦のクラスが割り当てられている。これは、貯蓄運動を通じてダンケルクの戦いで失われた物資を補填するための試みであった。ウォーウェポン・ウィーク（War Weapons Week）との類似性から、ウォーシップ・ウィークとして知られるようになった。

### 成功
戦争努力のために集められた総額は955,611,589ポンドであり、これは2019年の43,000,000,000ポンドに相当する。各団体は、国債と国の貯蓄証明書の各貯蓄額を通じて船を後援する。運動は、海軍本部の支援を受けて、全国戦争貯蓄委員会によって組織された。運動期間中、合計1,273の地区を含む、合計1,178のウォーシップ・ウィークが組織された。報道発表では、8隻の戦艦、4隻の空母、49隻の巡洋艦、331隻の駆逐艦、25隻の潜水艦、164隻のコルベットとフリゲート、および288隻の掃海艇の採用が報告された。